# 中華民國—土庫曼關係
中華民國與土庫曼無官方外交關係，目前也沒有在對方首都互設具大使館功能的代表機構。對土庫曼的相關事務由駐安卡拉臺北經濟文化代表團、臺北莫斯科經濟文化協調委員會駐莫斯科代表處共同管轄。

### 外交

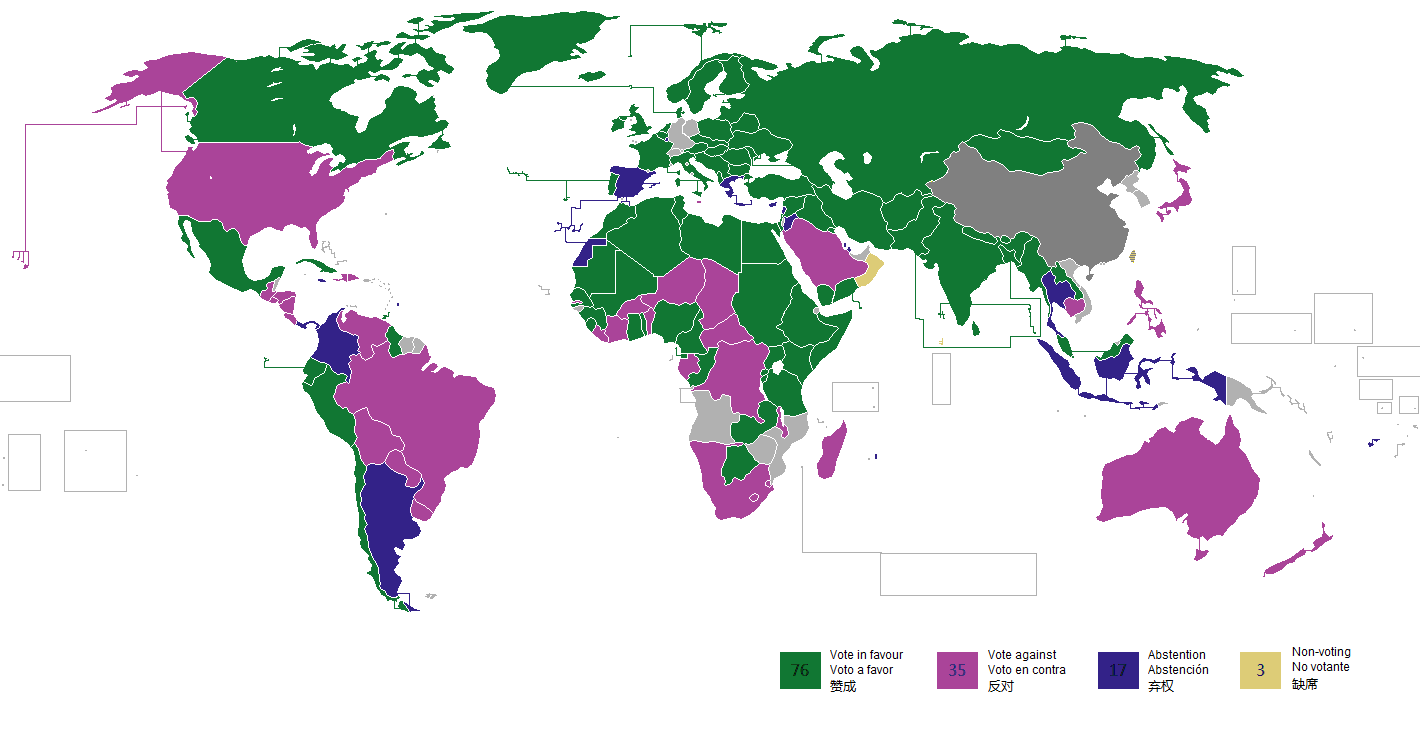
綠色國家表示在1971年的投票中反對中華民國續留聯合國，即《聯合國大會2758號決議》，土庫曼當時是蘇聯的加盟共和國（土庫曼蘇維埃社會主義共和國），由蘇聯作為主權國家參與投票。

## 經濟

### 貿易
| 年分 | 貿易總額  | 貿易總額 | 貿易總額 | 出口至土庫曼 | 出口至土庫曼 | 出口至土庫曼 | 自土庫曼進口 | 自土庫曼進口 | 自土庫曼進口 | 順逆差 |
| 年分 | 金額      | 年增減   | 排名     | 金額         | 年增減       | 排名         | 金額         | 年增減       | 排名         | 順逆差 |
| ---- | --------- | -------- | -------- | ------------ | ------------ | ------------ | ------------ | ------------ | ------------ | ------ |
| 2017 | 1,698,988 | ▼65.8%   | 179      | 1,072,340    | ▼78.4%       | 177          | 626,648      | ▲3,980.5%    | 166          | 順差▼  |
| 2018 | 619,600   | ▼63.5%   | 201      | 619,593      | ▼42.2%       | 189          | 7            | ▼100.0%      | 239          | 順差▲  |
| 2019 | 328,377   | ▼47.0%   | 204      | 307,852      | ▼50.3%       | 194          | 20,525       | ▲293,114.3%  | 210          | 順差▼  |
| 2020 | 295,906   | ▼9.9%    | 205      | 295,568      | ▼4.0%        | 192          | 338          | ▼98.4%       | 228          | 順差▲  |
| 2021 | 579,962   | ▲96.0%   | 201      | 575,083      | ▲94.6%       | 183          | 4,879        | ▲1,343.5%    | 212          | 順差▲  |
| 2022 | 59,345    | ▼89.8%   | 220      | 58,240       | ▼89.9%       | 214          | 1,105        | ▼77.4%       | 229          | 順差▼  |
| 2023 | 285,126   | ▲380.5%  | 206      | 236,248      | ▲305.6%      | 198          | 48,878       | ▲4,323.3%    | 187          | 順差▲  |
| 2024 | 872,596   | ▲206.0%  | 195      | 835,465      | ▲253.6%      | 179          | 37,131       | ▼24.0%       | 191          | 順差▲  |

2023年的兩國貿易項目如下：
出口至土庫曼的前10大項目為：機動車輛所用之零件與附件；升降、搬運、裝卸機器；電話機（包括智能手机），以及其他傳輸或接收聲音、圖像之有線或无线网络通訊器具；診斷或實驗用有底襯之試劑或配製試劑，以及檢定參照物；眼鏡、护目镜與類似品；絕緣電線、電纜與其他絕緣電導體；液體或粉末之發射、散播或噴霧用機具、滅火器、噴槍、噴水蒸汽機或噴砂機與類似噴射機器；自行車或機動車輛用之電氣照明或信號設備、擋風板刮刷器、去霜或去霧器；具有特殊功能之機器與機械用具；特殊物品，含出口未超過5萬新臺幣之小額報單與其他零星物品等。
自土庫曼進口的項目為：碳烟與未列名其他形態碳；石油焦、石油瀝青與其他石油殘渣；特殊物品，含進口未超過5萬新臺幣之小額報單與其他零星物品等。

### 投資
截至2023年，兩國無相互直接投資紀錄。

## 簽證

持中華民國護照的中華民國國民簽證要求分布圖：入境土庫曼需要簽證。

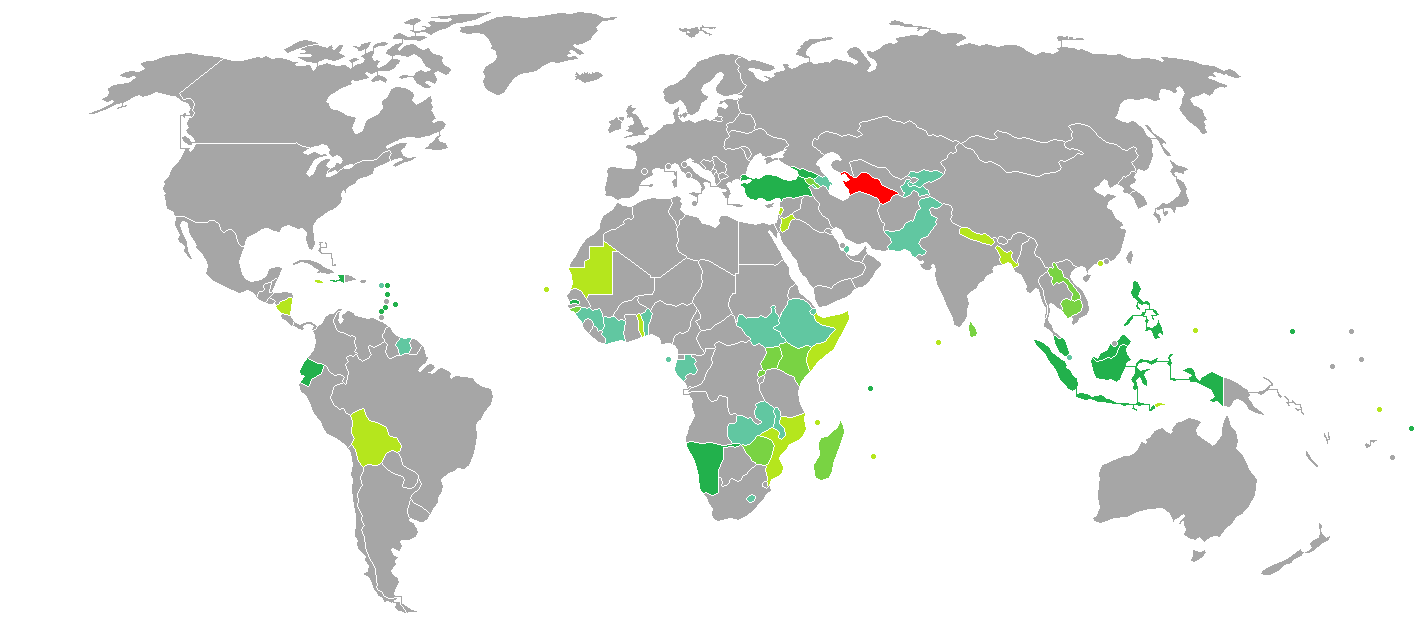
持土庫曼護照的土庫曼人口簽證要求分布圖：入境中華民國需要簽證。

兩國國民皆須申請簽證方可入境對方國家。持有中華民國護照與邀請函的中華民國國民可前往土庫曼駐外使領館辦理簽證。
持有土庫曼護照的土庫曼國民抵台參加由中央政府機關主辦、協辦或贊助之國際會議、運動賽事、商展或其他活動，則可以電子簽證入境中華民國，停留最多30天並不得延期。

## 交通

### 航空
資料截至2023年6月26日

#### 客運
兩國無直航班機，可經由（不計航點遠近）：
- 臺北→北京-首都、西安[註 1]、烏魯木齊、德里、杜拜、伊斯坦堡、法蘭克福，再轉機前往土庫曼的國際機場（英语：List of airports in Turkmenistan）。
- 高雄→北京-首都→土庫曼。

#### 貨運
| 中華民國 |                                  |
| -------- | -------------------------------- |
| 臺北     | 阿什哈巴德（卢森堡国际货运航空） |

## 外部連結
- 中華民國外交部－土庫曼簡介 （页面存档备份，存于）
- 駐安卡拉臺北經濟文化代表團
- 台北莫斯科經濟文化協調委員會駐莫斯科代表處
- 外交部領事事務局－國外旅遊警示分級表
- 中華民國衛生福利部－國際旅遊疫情建議等級
- 中華民國國際經濟合作協會 （页面存档备份，存于）